# Astor (famiglia)
La famiglia Astor è un'importante famiglia anglo-americana di origine italiana e tedesca, nota per l'importanza rivestita da molti suoi componenti nel mondo degli affari, della società e della politica.

Stemma della famiglia Astor

## Membri fondatori della famiglia

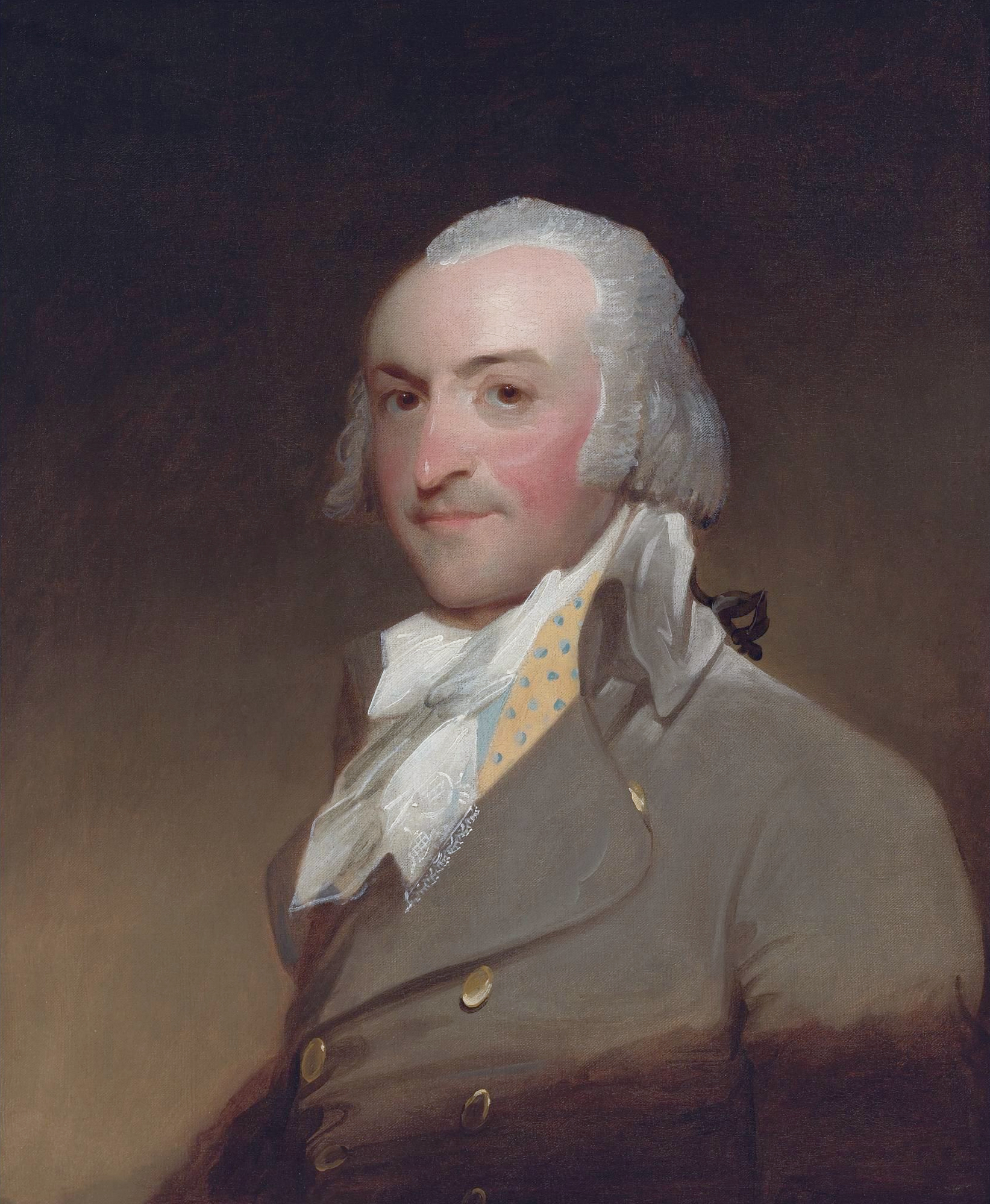
John Jacob Astor I

### In Europa
Gli Astor erano italiani protestanti provenienti dal villaggio alpino di Chiavenna, situato a nord del Lago di Como.
Il primo avo documentato fu Jean-Jacques d'Astorg: si ritiene che egli e la sua famiglia seguissero la confessione cristiana valdese. Come molti sudditi del duca di Savoia, d'Astorg parlava francese e italiano e rispondeva ai nomi sia di Jean-Jacques d'Astorg che di Giovan Petro Astore. Per sfuggire alla recrudescenza delle persecuzioni e alle Guerre sabaudo-valdesi seguite al ritiro dell'editto di Nantes nel 1685, d'Astorg-Astore, sua moglie e i loro due figli fuggirono a nord, attraverso la Svizzera, fino a Heidelberg.

### Tra Inghilterra e Stati Uniti d'America
John Jacob Astor e suo fratello George (n. Heidelberg 28 aprile 1752; m. Londra dicembre 1813), noti come "George & John Astor", erano fabbricanti di flauti giunti in Inghilterra intorno al 1778 da Walldorf in Germania.
Nel 1783, John Jacob si spostò a Baltimora, dove intraprese l'attività di commerciante di strumenti a fiato, e poi a New York dove commerciò in pellicce, pianoforti e immobili. A New York, egli incontrò e sposò la ricca Sarah Todd, che lo aiutò a finanziare i suoi progetti.
Anche un altro fratello, Henry Astor, emigrò in America. Appassionato di ippica, aveva acquistato un purosangue inglese chiamato "Messenger", che fu portato dall'Inghilterra in America nel 1788. Tale cavallo fu il progenitore di tutti i trottatori americani presenti negli Stati Uniti di oggi.
Durante il XIX secolo, gli Astor diventarono una delle famiglie più ricche degli Stati Uniti. 
Alla fine del primo decennio del secolo, crearono la "American Fur Company", in seguito si avvantaggiarono di investimenti sui terreni e nel mercato immobiliare di Manhattan e prestiti al governo, ma ulteriormente puntando invece sull'editoria giornalistica e la creazione di catene di alberghi di lusso.
In particolare, John Jacob Astor III, oltre ad accrescere ancora la ricchezza della famiglia, fu più attivo nelle iniziative filantropiche rispetto ai predecessori, con donazioni sostanziali ad istituzioni newyorkesi quali il Metropolitan Museum of Art, la Trinity Church (New York) e la Astor Library.
Verso la fine del secolo, alcuni membri della famiglia si trasferirono in Gran Bretagna, dove ottennero grande risalto. 

È il caso di William Astor, che ebbe ambizioni politiche (di tendenza conservatrice): egli fu dapprima membro del Senato dello Stato di New York; in seguito, per quasi tre anni fra il 1882 e il 1885, fu Ministro plenipotenziario presso l'Ambasciata statunitense in Italia, paese in cui germinò la sua passione per l'arte e la scultura. Trasferitosi quindi definitivamente in Inghilterra nel 1890, ne ottenne i diritti di cittadinanza nel 1899; in riconoscimento delle sue opere filantropiche di rilievo sia assistenziale sia culturale e dei finanziamenti alle cause conservatrici, fu creato nel 1916 barone e nel 1917 primo visconte Astor di Hever Castle.

Al suo apporto si dovette la costruzione del Waldorf Hotel a New York, che sarebbe poi stato unificato nel complesso del Waldorf-Astoria Hotel, mentre al 1908 risale la fondazione a Londra, da lui finanziata, del Waldorf Hotel, poi The Waldorf Hilton.
Da William, i discendenti inglesi degli Astor mantennero le due parìe ereditarie viscontea e baroniale.
Durante il XX secolo, il numero degli Astor americani decrebbe, ma la loro eredità continuò a vivere nelle opere da loro create o finanziate, tra cui la New York Public Library.

## Luoghi di eponimia della famiglia
Per molti anni, i membri della famiglia Astor furono noti come “i proprietari terrieri di New York”.
A tale definizione se ne affianca un'altra ben più significativa: numerosi risultano essere i casi di eponimia, ossia in cui la designazione di luoghi e edifici è stata legata al nome della famiglia.
A New York, furono ad essa intitolati quartieri, strade, parchi, scuole, città, biblioteche ed ugualmente altri luoghi pubblici dalla costa orientale a quella occidentale:
al loro nome afferisce quello di luoghi e edifici come il famoso Waldorf-Astoria Hotel, un Astor Row, Astor Court, l'Astor Park in Ohio, Astor Place oltre ad Astor Avenue nel Bronx che gli Astor utilizzavano come scuderia per cavalli. Anche il quartiere di Astoria nel Queens è così chiamato in onore della famiglia.
Oltre che a New York City, il nome della famiglia Astor è rimasto impresso nella storia e nella geografia degli Stati Uniti. Ci sono città chiamate Astor negli stati di Florida, Georgia, Iowa e Kansas ed Astoria in Illinois, in Missouri e in Oregon. Esiste inoltre un Astor Park nel Wisconsin. Un gran numero di città e arterie di città reca il nome della famiglia.
Gli Astor furono esponenti di spicco anche sull'isola di Mackinac nel Michigan e a Newport (Rhode Island) con la loro residenza estiva, Beechwood. Al Grand Hotel sull'isola di Mackinac, sono disponibili la Lord and Lady Astor Suites; il salone dell'hotel è chiamato Astor's. Anche il Cliveden House Hotel nel Buckinghamshire in Inghilterra, un tempo dimora di Waldorf Astor, II visconte Astor e Nancy Astor, viscontessa Astor (nata Langhorne), comprende le Lord e Lady Astor Suites.
Alcuni membri della famiglia Astor sono sepolti nel Trinity Church Cemetery a Manhattan, New York.

## Linea di sangue
John Jacob Astor (1763–1848) sposò Sarah Todd
1. Magdalena Astor (1788–1832) sposò nel 1807 Adrian Bentzon; sposò nel 1820 John Bristed (1778–1855)
  1. Charles Astor Bristed (1820–1874)
2. John Jacob Astor II (1791–1869)
3. William Backhouse Astor, Sr. (1792–1875) sposò Margaret Rebecca Armstrong (1800–1872), figlia del Segretario alla Guerra degli Stati Uniti d'America e Senatore John Armstrong, Jr.
  1. Emily Astor (1819–1841) sposò Samuel Ward, Jr. (1814–1884), finanziere, lobbista, autore
    1. Margaret Astor Ward (1838–1875) sposò 1856 John Winthrop Chanler (1826–1877), membro del Congresso di New York. I loro figli vengono collettivamente definiti come gli Orfani Astor.[8]
      1. John Armstrong Chanler (1862–1935)
      2. Winthrop Astor Chanler (1863–1926)
      3. Emily Astor Chanler (1864–1872)
      4. Elizabeth Astor Winthrop Chanler (1866–1937)
      5. William Astor Chanler (1867–1934), Membro del Congresso degli Stati Uniti
        1. William Astor Chanler, Jr. (1904–2002)
        2. Sydney Ashley Chanler (1907–1994) sposò nel 1934 la Principessa Maria Antonia di Braganza (1903–1973)

      6. Marion Ward Chanler (1868–1883) morto per un eccesso di Lokum (dolce di origine turca)
      7. Lewis Stuyvesant Chanler (1869–1942), membro del Congresso di New York
      8. Margaret Livingston Chanler (1870–1963)
      9. Robert Winthrop Chanler (1872–1930), artista
      10. Alida Beekman Chanler (1873–1969)

  2. John Jacob Astor III (1822–1890) primogenito di William, sposò Charlotte Augusta Gibbs (1822–1887) nel 1846
    1. William Astor, I visconte Astor (1848–1919) avvocato e politico statunitense
      1. William Waldorf Astor, II visconte Astor (1879–1952), Deputato del Partito Conservatore per Plymouth Sutton sposò Nancy Witcher Langhorne che diventò Deputato del Partito Conservatore per Plymouth Sutton e il primo Deputato donna nel Regno Unito
        1. William Waldorf Astor, III visconte Astor (1907–1966) - Deputato del Partito Conservatore per Wycombe
          1. William Astor, IV visconte Astor (nato nel 1951) (dal 2° matrimonio) è patrigno di Samantha Cameron, moglie del Primo Ministro David Cameron
            1. The Hon. William Waldorf Astor (1979)

          2. The Hon. Emily Astor (dal 2° matrimonio)
          3. The Rt Hon. Janet Gordon-Lennox, contessa di March e Kinrara (nata nel 1961) (dal 3° matrimonio)
          4. The Hon. Pauline Marian Astor (dal 3° matrimonio)

        2. The Hon. Nancy Phyllis Louise Astor (1909–1975)
        3. The Hon. Francis David Langhorne Astor (1912–2001)
          1. Frances Astor
            1. Gavin Frankel
              1. Suji Frankel
              2. Jacob Frankel

            2. Conrad Frankel (1979)
            3. Patrick Frankel

          2. Richard Astor
            1. Bonny Astor
            2. Alfred Astor

          3. Lucy Astor
            1. Leonard Pulsford
            2. Ramona Pulsford

          4. Thomas Astor
            1. Mary Astor
            2. Cecelia Astor

        4. The Hon. Michael Langhorne Astor (1916–1980) - Deputato del Partito Conservatore per l'East Surrey
          1. William Nicholas Astor (1956)
            1. Oliver William Astor (1988)
            2. Matthew Charles Astor (1993)
            3. Elodie Annabelle Astor (1993)
            4. Aaron Astor (1993)

        5. The Hon. Sir John Jacob Astor (1918–2000) - Deputato del Partito Conservatore per Plymouth Sutton

      2. The Hon. Pauline Astor (1880–1972)
      3. The Hon. John Rudolph Astor (1881–1881)
      4. John Jacob Astor V, I barone Astor di Hever (1886–1971) - Deputato del Partito Conservatore per Dover, tennista
        1. Gavin Astor, II barone Astor di Hever (1918–1984) - lord Luogotenente del Kent
          1. John Astor, III barone Astor di Hever (nato nel 1946) - Sottosegretario di Stato alla Difesa

        2. The Hon. Hugh Waldorf Astor (1920–1999)
        3. The Hon. John Astor (1923–1987) Deputato del Partito Conservatore per Newbury

  3. Laura Eugenia Astor (1824–1902), sposò Franklin Hughes Delano (1813–1893) il 17 settembre 1844
  4. Mary Alida Astor (1826–1881) sposò John Carey (1821–1881)
  5. William Backhouse Astor, Jr. (1829–1892): secondo figlio maschio di William sposò Caroline Webster Schermerhorn
    1. Emily Astor (1854–1881) sposò nel 1876 James John Van Alen (1848–1923)
      1. James Laurens Van Alen (1878–1927) sposò nel 1910 Margaret Louise Post (1876–1969)
        1. James Henry Van Alen (1902–1991), fondatore del Int'l Tennis Hall of Fame, inventore del tie-break nel tennis
        2. William Laurens Van Alen (1907–2003), presidente fondatore dell'United States Court Tennis Association, sposò nel 1931 Elizabeth Brinton Kent, figlia di A. Atwater Kent
        3. Louise Astor Van Alen (1910–1997), sposò nel 1931 (div. 1932), Alexei Mdivani (1905–1936); sposò nel 1936 Sergei Mdivani (1903–1936); sposò nel 1947 Alexander Saunderson (1917–2004)

    2. Helen Schermerhorn Astor (1855–1893)
    3. Charlotte Augusta Astor (1858–1920)
    4. Caroline Schermerhorn Astor (1861–1948)
    5. John Jacob Astor IV (1864–1912) morto nell'affondamento del RMS Titanic
      1. William Vincent Astor (1891–1959), figlio avuto dalla prima moglie
      2. Ava Alice Muriel Astor (1902–1956) figlia avuta dalla prima moglie
      3. John Jacob Astor VI (1912–1992) figlio avuto dalla seconda moglie

  6. Henry Astor (1830–1918) sposò Malvina Dinehart (nata nel 1845) nel 1871
  7. Sarah Astor (1832-1832) morì nell'infanzia

### Consorti
- Elizabeth Astor, baronessa Astor di Hever (nata nel 1950): seconda moglie di John Astor, III barone Astor di Hever
- Brooke Russell Marshall Astor (1902–2007): terza moglie e vedova di Vincent Astor
- Irene Astor, baronessa Astor di Hever (1919–2001): figlia di Douglas Haig, I conte Haig e vedova di Gavin Astor, II barone Astor di Hever
- Caroline Webster Schermerhorn Astor (1830–1908): vedova di William Backhouse Astor Jr
- Ava Lowle Willing (1868–1958): prima moglie di John Jacob Astor IV
- Madeleine Talmadge Force (1894–1940): seconda moglie di John Jacob Astor IV
- Nancy Langhorne (1879–1964): vedova di William Waldorf Astor, II visconte Astor
- Sarah Norton: prima moglie di William Astor, III visconte Astor
- Philippa Hunloke: seconda moglie di William Astor, III visconte Astor
- Janet Bronwen Alun Pugh: terza moglie e vedova di William Astor, III visconte Astor
- Annabel Sheffield: moglie di William Astor, IV Visconte Astor
- Barbara McNeil: prima moglie di Michael Langhorne Astor
- Pandora Jones: seconda moglie di Michael Langhorne Astor
- Judy Innes: terza moglie e vedova di Michael Langhorne Astor
- Julia Lynch Olin: moglie di Lewis Stuyvesant Chanler
- Alexandra Charlotte Simone Astor: moglie di William Nathaniel Astor